# Де Кейзер, Карл
Карл де Кейзер (нидерл. Carl De Keyzer, род. 27 декабря 1958, Кортрейк) — бельгийский фотограф, член фотоагентства Magnum Photos.

## Биография
Кейзер родился 27 декабря 1958 года в бельгийском городе Кортрейк.
После школы изучает ветеринарную медицину в Гентском университете. Через шесть месяцев принимает решение поступить в Королевскую академию изящных искусств в Генте, где с 1971 по 1977 год изучает фотографию, киноискусство и философию.
С 1982 по 1989 год преподаёт фотографию в Королевской академии изящных искусств в Генте.
В 1982 году Кейзер вместе с Дирком Брекманом и Марком Ван Роем основывают фотогалерею XYZ. Название было шутливым намеком на соседний известный секс-кинотеатр ABC. Галерея не становится прибыльной, но, благодаря работе в ней, Кейзер знакомится с известными фотографами и их работами.
В 1987 году выпускает книгу «India», в которую вошли кадры из трёх путешествий в Индию. Фотографии были замечены во всем мире и опубликованы в изданиях Frankfurter Allgemeine Zeitung и The Independent.
В 1989 году Кейзер представляет свою следующую книгу «Homo Sovieticus» с фотоработами созданными на территории Советским Союза в годы перестройки. Кейзер больше не может совмещать свою работу с галереей и принимает XYZ закрыть.
В 1990 году Кейзер присоединяется к Magnum Photos и становится полноправным членом с 1994 года. Позже, в 2003 год и 2004 годах, занимает пост вице-президента Magnum Photos.
В 1992 году публикует книгу «God Inc.» — результат путешествия по Соединенным Штатам в течение года, в которой исследуется тема религии и национализма в американском сообществе.
Позже, Кейзер приступает к реализации амбициозного проекта «Trinity», состоящую из трёх тематических серий: темы истории («Tableaux d’histoire»), войны («Tableux de guerre») и политики(«Tableaux politiques»). Работа занимает шестнадцать лет и представлена в 2008 году.
В период работой над проектом «Trinity» Кейзер выпускает в 1996 году «East Of Eden» (о событиях в постперестроечной России и странах бывшего Восточного блока после падения Берлинской стены), в 2000 году — «Evropa»(следование маршрутам императора Карл Великого), в 2003 году — «Zona» (о сибирских лагерях) и в 2004 году «Unvarnished» (о молодых правонарушителях в бельгийской тюрьме для несовершеннолетних).
Работает внештатным фотографом с 1982 года, сотрудничает с различными изданиями, такие как: The New York Times, азиатская версия журнала Time, Rolling Stone, LA Times и The Guardian.
Кейзер также успешен как коммерческий фотограф, принимал участие в фотографическом оформлении кампаний Coca-Cola, Smart, Peugeot и Diesel.
С 2011 года является членом Королевской фламандской академии наук и искусств Бельгии.
В настоящее время Кейзер проживает в Генте и продолжает заниматься преподавательской деятельностью.

## Публикации
- Carl De Keyzer, Johan Anthierens. Oogspanning. — Galerie XYZ, 1984.
- Carl De Keyzer. India. — Uitgeverig Focus, 1987. — 54 с. — ISBN 9789072216014.
- Carl De Keyzer, Philippe Vandenberghe. Homo Sovieticus. — Distributed Art Publishers, 1989. — 75 с. — ISBN 9789072216113.
- Carl De Keyzer, Philippe Vandenberghe. God Inc.. — Distributed Art Publishers. — 1992. — 124 с. — ISBN 9789072216229.
- Carl De Keyzer. East Of Eden. — Ludion, 1996. — 128 с. — ISBN 9789055440641.
- Immanuel Maurice Wallerstein, Carl De Keyzer. Evropa. — Ludion, 2000. — 180 с. — ISBN 9789055442874.
- Carl De Keyzer. Zona. — Trolley Books, 2003. — 108 с. — ISBN 9780954264840.
- Carl De Keyzer. Trinity. — Mets & Schilt, 2008. — 176 с. — ISBN 9789053305942.
- Carl De Keyzer. Congo. — Lannoo Publishers, 2010. — 224 с. — ISBN 9789020986822.
- Carl de Keyzer, Philippe Claudel. Higher Ground. — Lannoo, 2016. — 240 с. — ISBN 9789401437721.
- Carl De Keyzer, Gabriela Salgado. Cuba La Lucha. — Lannoo Publishers, 2016. — 336 с. — ISBN 9789401433228.
- Carl De Keyzer. D.P.R. Korea: Grand Tour. — Lannoo Publishers, 2017. — 304 с. — ISBN 9789401456111.

## Награды
- 1982, First Prize — Experimental Film, Festival for Young Belgian Filmmakers, Брюссель, Бельгия
- 1986, Hasselblad Award Belgium, Брюссель, Бельгия
- 1986, Grand Prix de la Triennale de la photographie, Photographie Ouverte, Шарлеруа, Бельгия
- 1988, Grand Prix de la Triennale de la Ville de Fribourg, Швейцария
- 1990, Louis-Paul Boon Award, Гент, Бельгия
- 1990, Prix du Livre, Rencontres d'Arles[9], Арль, Франция
- 1990, W. Eugene Smith Award[9][12], Нью-Йорк
- 1992, Prix de la Critique Kodak[12], Париж, Франция
- 1995, Annual Fine Arts Award Belgium, Брюссель, Бельгия

## Коллекции
Работы Кейзера хранятся в следующих коллекциях:
- Музей современного искусства, Гент, Бельгия
- Музей фотографии, Шарлеруа, Бельгия
- Музей фотографии, Антверпен, Бельгия
- Fnac, Париж, Франция
- Министерство культуры, Брюссель, Бельгия
- Международный центр фотографии, Нью-Йорк, США[7]
- Арт-центр, Саламанка, Испания
- Magnum Photos, Центр Гарри Рэнсома, Техасский университет в Остине, США[21]